# Someren-Eind
Someren-Eind (in dialect: Zummere-End of D'end) is een dorp van ongeveer 3500 inwoners dat behoort tot de gemeente Someren, in de Nederlandse provincie Noord-Brabant. Door lintbebouwing is het verbonden met het dorp Someren.

## Etymologie
De eerdere benaming van het dorp, 'Eynde-Schoot', die de voorloper van Someren-Eind aanduidde, is eeuwenoud. Schoot is mogelijk afgeleid van het Germaanse skauta-, wat een 'beboste hoek hoger land uitspringend in moerassig terrein' betekende. Het toponiem 'eind' komt veelvuldig voor in Noord-Brabant en betekent 'de laatste hoeve van'. 

In de volksmond wordt Someren-Eind ook wel D'end genoemd, refererend aan 'dat einde'.

## Geschiedenis
Het huidige kerkdorp is ontstaan door ontginningsactiviteiten in de Vale Peel, die plaatsvonden in de tweede helft van de 19e eeuw. Deze geschiedden door particuliere ondernemingen zoals de Griendtsveen Turfstrooisel Maatschappij. Later verlegde deze maatschappij haar werkterrein naar Schotland en Engeland, waar ook Somerense vaklieden heen werden gezonden.
De zelfstandige parochie Someren-Eind werd opgericht in 1878, toen Someren-Eind een eigen pastoor kreeg. Op de voormalige kerk stond de tekst: 'Laus tua in finis terrae'. Finisterra (letterlijk: einde van de wereld) is de wat wijdlopige naam voor een buurtschap op 2 kilometer afstand van een dorpskern. De parochiekerk werd gewijd aan Sint-Lambertus. De kerk is in april 2013 gesloopt, maar de toren is daarbij gespaard gebleven. In ruil voor de kerk is er op het plein een nieuw buurthuis opgericht. Het dorpsplein fungeert nog altijd als het centrum van het dorp.

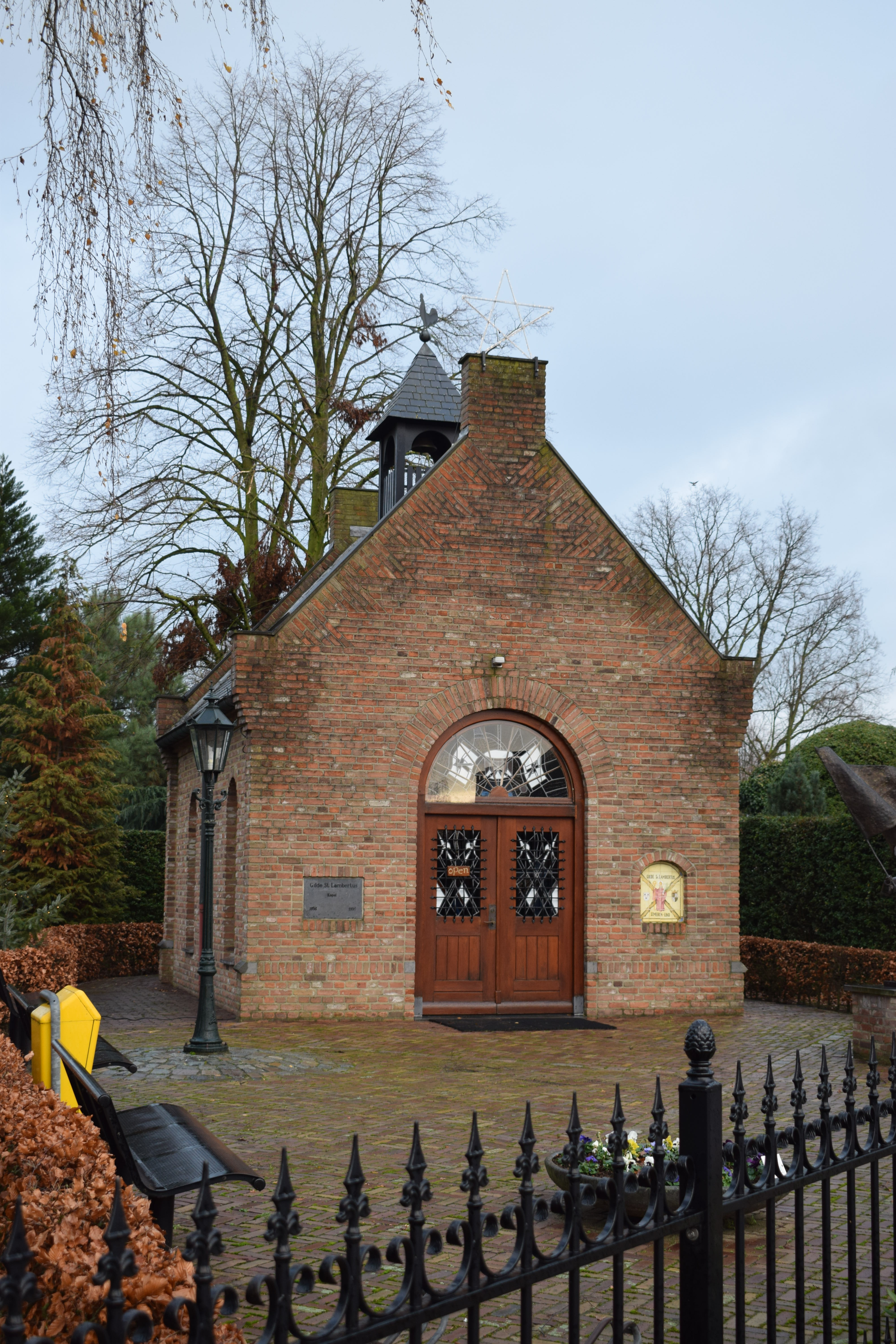
De Sint-Lambertuskapel.

Na oprichting telde de parochie enkele cafés, maar nog geen winkel. Een eerste winkel werd destijds opgericht als 'clubwinkel'. De baten zouden naar een op te richten fanfare gaan, maar het is uiteindelijk een schuttersgilde geworden: Het Sint-Lambertusgilde. Dit gilde werd in 1895 opgericht door de dorpsbewoners. De gildebroeders richtten ter gelegenheid van het 100-jarig bestaan in 1995 de Lambertuskapel op, waarin zich een bronzen Lambertusbeeld bevindt. De kapel is gelegen aan de Brugstraat, ten noorden van Someren-Eind. Ze is gebouwd door de leden van de schutterij, vaak met tweedehands onderdelen. Een bronzen beeld van een vendelzwaaier staat sinds 1998 voor de kapel. Een andere kapel is de Sint-Jozefkapel. Deze is in 1950 gebouwd uit dank voor een genezen kind. Deze kapel bevindt zich aan de Cooperatiestraat.
Een monumentje op de kruising van de Nieuwendijk en Willen Alexanderlaan, dat een kruiwagen met turf voorstelt, herinnert aan de activiteit van de voormalige Peelwerkers.
Tegenwoordig is, naast de landbouw, ook de industrie een belangrijke activiteit: langs de Zuid-Willemsvaart ligt een bedrijventerrein. Dit bedrijventerrein 'Het Vaartje' is vernoemd naar de gelijknamige weg die langs de westkant het terrein loopt.

## Geografie

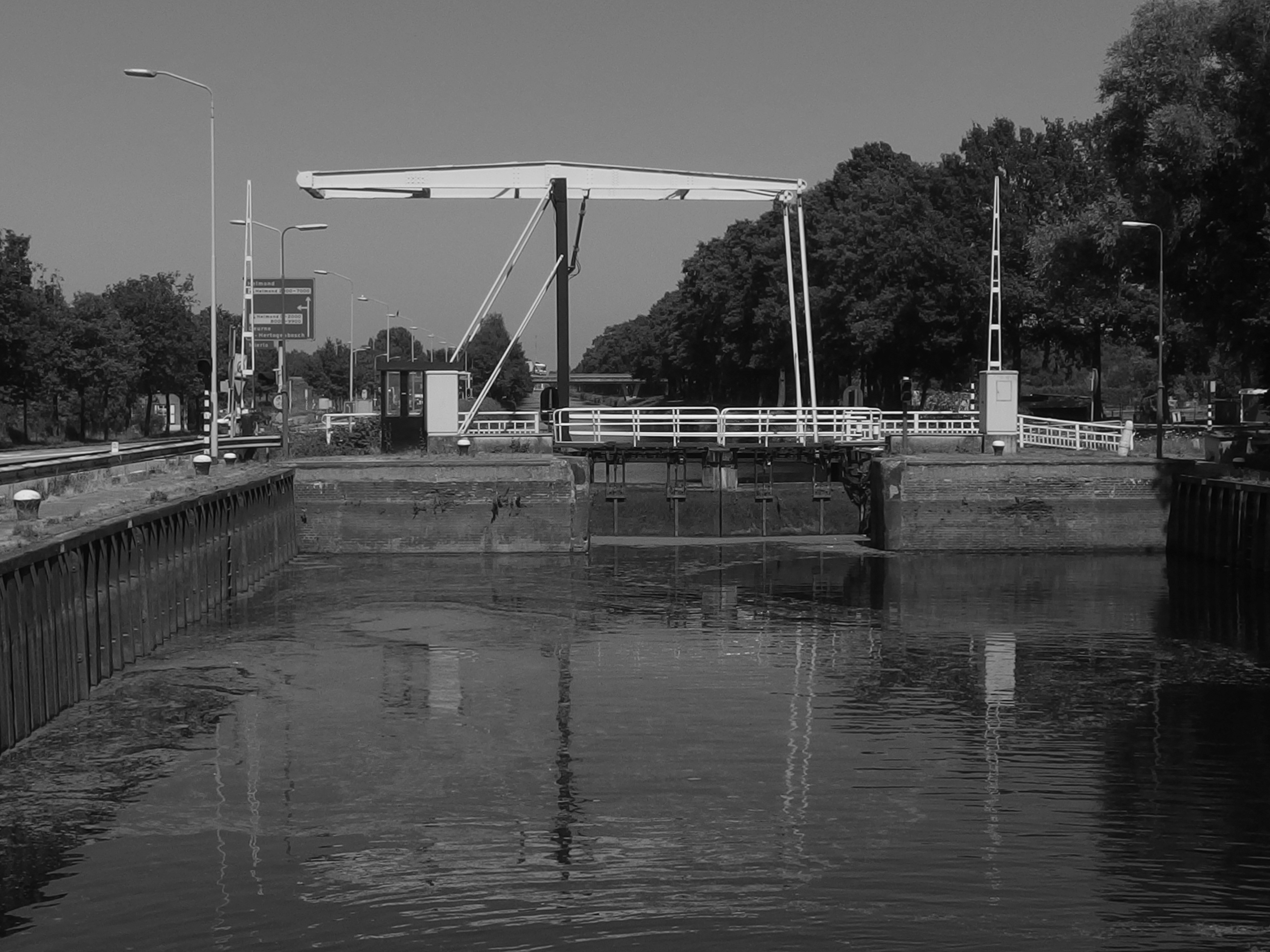
De oude sluis over de Zuid-Willemsvaart

Someren-Eind is gesitueerd in het zuidoosten van Noord-Brabant, op ruim een kilometer verwijderd van de provinciale grens met Limburg. Verder naar de provinciale grens toe, ligt de buurtschap Sluis 13. Deze buurtschap dankt haar naam aan de gelijknamige sluis, gelegen aan de oostzijde van de buurtschap. Ten oosten van het dorp Someren-Eind ligt de N266. Aan de westkant bevinden zich verscheidene boerderijen.
In 2009 werd de kanaalsluis 'Sluis 12' afgebroken in opdracht van Rijkswaterstaat. Deze sluis verbond Someren-Eind met Nationaal Park De Groote Peel en de nabijgelegen kern Heusden over de Zuid-Willemsvaart. De oude kanaalsluis is vervangen door het viaduct 'De Wielput', die de Sluisstraat verbindt met de Teunis Spekbaan. Het viaduct staat onder de dorpelingen beter bekend als 'Kwart voor Twaalf'.

## Bezienswaardigheden
- De Onze-Lieve-Vrouw-ten-Hemelopnemingkerk van 1957. Deze werd gesloopt in 2013, maar de toren aan het Torenplein bleef bewaard. Er werd een buurthuis gebouwd waarin zich nog een gebedsruimte bevindt.
- De windmolen Het Blank Water, gelegen bij de gelijknamige visvijver. Hij is in 1994 gebouwd en drijft de fonteinen in de vijver aan.

## Natuur en landschap
De omgeving rondom het dorp kenmerkt zich door zogeheten heideontginning. Dit zorgt voor een variërend landschap, met kleine moerassen en beboste gebieden. 
Aan de oostzijde van de Zuid-Willemsvaart bevindt zich een broekgebied dat samenhangt met het dal van de Aa, die tevens de grens met de gemeente Asten vormt. Deze vochtige delen zijn betrekkelijk verruigd. Ten noorden van Someren-Eind bevindt zich een visvijver.

## Nabijgelegen kernen
- Someren
- Someren-Heide
- Nederweert
- Heusden
- Ospeldijk
- Ospel

## Geboren
- Renée Slegers (1989), voetbalster

- Lijst van gemeentelijke monumenten in Someren-Eind